# Bocksjön (Norra Sandsjö socken, Småland)
Bocksjön är en sjö i Nässjö kommun i Småland och ingår i Emåns huvudavrinningsområde. Sjön är 6,1 meter djup, har en yta på 0,138 kvadratkilometer och är belägen 244 meter över havet.

## Delavrinningsområde
Bocksjön ingår i det delavrinningsområde (636939-144331) som SMHI kallar för Mynnar i Emån. Avrinningsområdets medelhöjd är 230 meter över havet och ytan är 22,42 kvadratkilometer. Det finns inga delavrinningsområden uppströms utan avrinningsområdet är högsta punkten. Vattendraget som avvattnar avrinningsområdet har biflödesordning 3, vilket innebär att vattnet flödar genom totalt 3 vattendrag innan det når havet efter 180 kilometer. Delavrinningsområdet består mestadels av skog (54 procent), öppen mark (13 procent) och jordbruk (28 procent). Avrinningsområdet har 0,28 kvadratkilometer vattenytor vilket ger det en sjöprocent på 1,2 procent.